# Ankerreactie
Ankerreactie is de inwerking van het ankerveld op het statorveld in een gelijkstroommachine of synchrone machine. Zonder tegenmaatregelen zorgt ankerreactie voor een nadelig effect op het gedrag van de machine.

## Principe
Als in de rotorwikkeling een stroom loopt, dan wekt deze stroom in de luchtspleet een magnetisch veld op. Dit veld, dat – bij een tweepolige machine – loodrecht op het statorveld staat wordt het ankerdwarsveld genoemd. Het gevolg is dat dit veld een verstoring geeft in het magnetisch veld van het hoofdveld, welke ankerreactie wordt genoemd. 
In de afbeelding links is alleen het statorveld te zien, in de afbeelding midden het ankerdwarsveld en in de afbeelding rechts het gezamenlijke veld, ofwel ankerreactie.

## Gevolgen
Ankerreactie veroorzaakt de volgende nadelige effecten op het gedrag van de machine:
- Veldlijnen worden in de poolschoenen van de stator richting één kant geduwd waardoor op die kant een inductieverhoging plaatsvindt en op de andere kant een inductieverlaging. Echter door lokale verzadiging van het poolschoenijzer zal de magnetische flux daar nauwelijks toenemen, terwijl de fluxvermindering wel optreedt. Het gevolg is dat de totale flux zal afnemen en dus ook het vermogen dat de machine kan leveren.
- Zonder ankerreactie ligt de neutrale commutatie-zone precies tussen het hoofdveld in (lijn A-A), waardoor er nauwelijks spanning in de kortgesloten ankerwikkeling wordt geïnduceerd. Met ankerreactie verschuift de commutatiezone (lijn B-B) en wordt er in de kortgesloten wikkeling wel een spanning geïnduceerd. Dit bemoeilijkt de commutatie en leidt tot vonkvorming tussen de borstel en de commutatorlamel.
- De spanning tussen de lamellen onderling wordt groter. Wordt deze spanning te hoog dan zullen er door vuil en koolstof lichtbogen ontstaan tussen de lamellen. Dit verschijnsel wordt rondvuur genoemd.

## Tegenmaatregelen

Maatregelen tegen ankerreactie.

Om het ankerdwarsveld zo veel mogelijk op te heffen worden tussen de bekrachtigingspolen in extra hulppolen gemonteerd die de ankerreactie moeten tegenwerken. Omdat dit veld evenredig is met de ankerstroom worden de hulppolen altijd in serie geschakeld met het anker. Hulppolen worden gebruikt bij gelijkstroommachines met een klein vermogen.
Bij grote, zwaar belaste gelijkstroommachines wordt een compensatiewikkeling toegepast. In de stilstaande poolschoenen van de statorpolen zijn axiale gleuven aangebracht waarin de geleiders van de compensatiewikkeling liggen. Deze compensatiewikkeling – die eveneens in serie staat met het ankerveld – wekt een compensatieveld op dat tegengesteld is aan het ankerdwarsveld. Compensatiewikkelingen worden toegepast bij gelijkstroommachine met een groot vermogen.
Het verschil tussen de hulpwikkeling en compensatiewikkeling is dat de hulpwikkeling het ankerdwarsveld slechts plaatselijk compenseert, terwijl de compensatiewikkeling dit over de gehele omtrek doet.